# Oreorchis fargesii
Oreorchis fargesii är en orkidéart som beskrevs av Achille Eugène Finet. Oreorchis fargesii ingår i släktet Oreorchis och familjen orkidéer. Inga underarter finns listade i Catalogue of Life.